# Pantego (Teksas)
Pantego – miasto w Stanach Zjednoczonych, w stanie Teksas, w hrabstwie Tarrant.